# Thonotosassa
Thonotosassa es un lugar designado por el censo ubicado en el condado de Hillsborough en el estado estadounidense de Florida. En el Censo de 2010 tenía una población de 13.014 habitantes y una densidad poblacional de 177,27 personas por km².

## Geografía
Thonotosassa se encuentra ubicado en las coordenadas 28°2′32″N 82°17′46″O / 28.04222, -82.29611. Según la Oficina del Censo de los Estados Unidos, Thonotosassa tiene una superficie total de 73.41 km², de la cual 68.63 km² corresponden a tierra firme y (6.51%) 4.78 km² es agua.

## Demografía
Según el censo de 2010, había 13.014 personas residiendo en Thonotosassa. La densidad de población era de 177,27 hab./km². De los 13.014 habitantes, Thonotosassa estaba compuesto por el 76.67% blancos, el 15.56% eran afroamericanos, el 0.49% eran amerindios, el 1.7% eran asiáticos, el 0.02% eran isleños del Pacífico, el 2.85% eran de otras razas y el 2.7% pertenecían a dos o más razas. Del total de la población el 11.8% eran hispanos o latinos de cualquier raza.